# Kadnikow
Kadnikow – miasto w Rosji, w obwodzie wołogodzkim, 43 km na południowy wschód od Wołogdy. W 2009 liczyło 4 936 mieszkańców.